# Średnica-Jakubowięta
Średnica-Jakubowięta – wieś w Polsce położona w województwie podlaskim, w powiecie wysokomazowieckim, w gminie Szepietowo. Leży nad rzeką Mianką (dopływ Nurca).
Wierni kościoła rzymskokatolickiego należą do parafii św. Apostołów Piotra i Pawła w Wysokiem Mazowieckiem.

## Historia
Średnica wzmiankowana w dokumentach z roku 1382. Wymieniona w spisie miejscowości ziemi bielskiej.
W roku 1827 wieś liczyła 16 domów i 84 mieszkańców. Pod koniec wieku XIX należała do powiatu mazowieckiego, gmina Szepietowo, parafia Wysokie Mazowieckie.
W 1921 r. naliczono tu 24 budynki z przeznaczeniem mieszkalnym i 1 inny zamieszkały oraz 156 mieszkańców (76 mężczyzn i 80 kobiet). Narodowość polską podały 152 osoby, a 4 białoruską.
W latach 1954–1972 miejscowość wchodziła w skład Gromady Dąbrówka Kościelna.
W latach 1975–1998 miejscowość administracyjnie należała do województwa łomżyńskiego.

## Współcześnie
Ludność trudni się przede wszystkim rolnictwem. We wsi notowany jest bardzo niski przyrost naturalny. Odsetek mieszkańców w wieku przedprodukcyjnym jest niski, a wysoki w emerytalnym.
Gleby są mało lub średnio urodzajne, wskaźnik lesistości na obszarze wsi niski. Dominują uprawy zbóż, kukurydzy oraz łąki.
Przez wieś przebiega linia kolejowa Warszawa – Białystok, najbliższa stacja znajduje się w Szepietowie, oddalonym o około 2,5 km.
31 grudnia 2011 r. liczba mieszkańców w Średnicy Jakubowięta wyniosła 65 osób.

## Obiektyzabytkowe

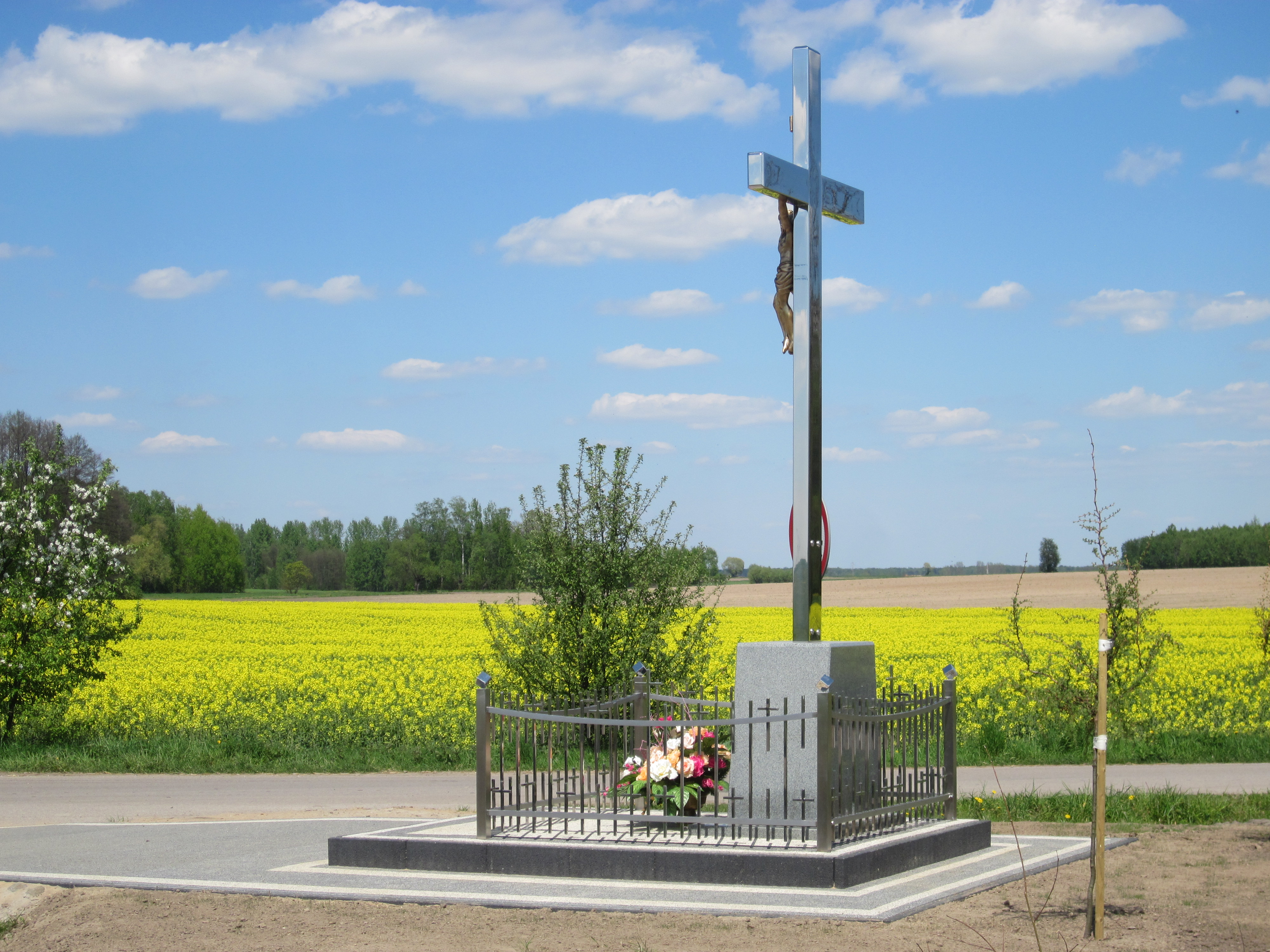
Krzyż przydrożny

- dworek drewniany z początku XX w. (rozebrany)
- dom drewniany z 1. połowy XX w.[12]
- cmentarz wojenny z okresu I wojny światowej (na terenie PKP)[13].

## Galeria

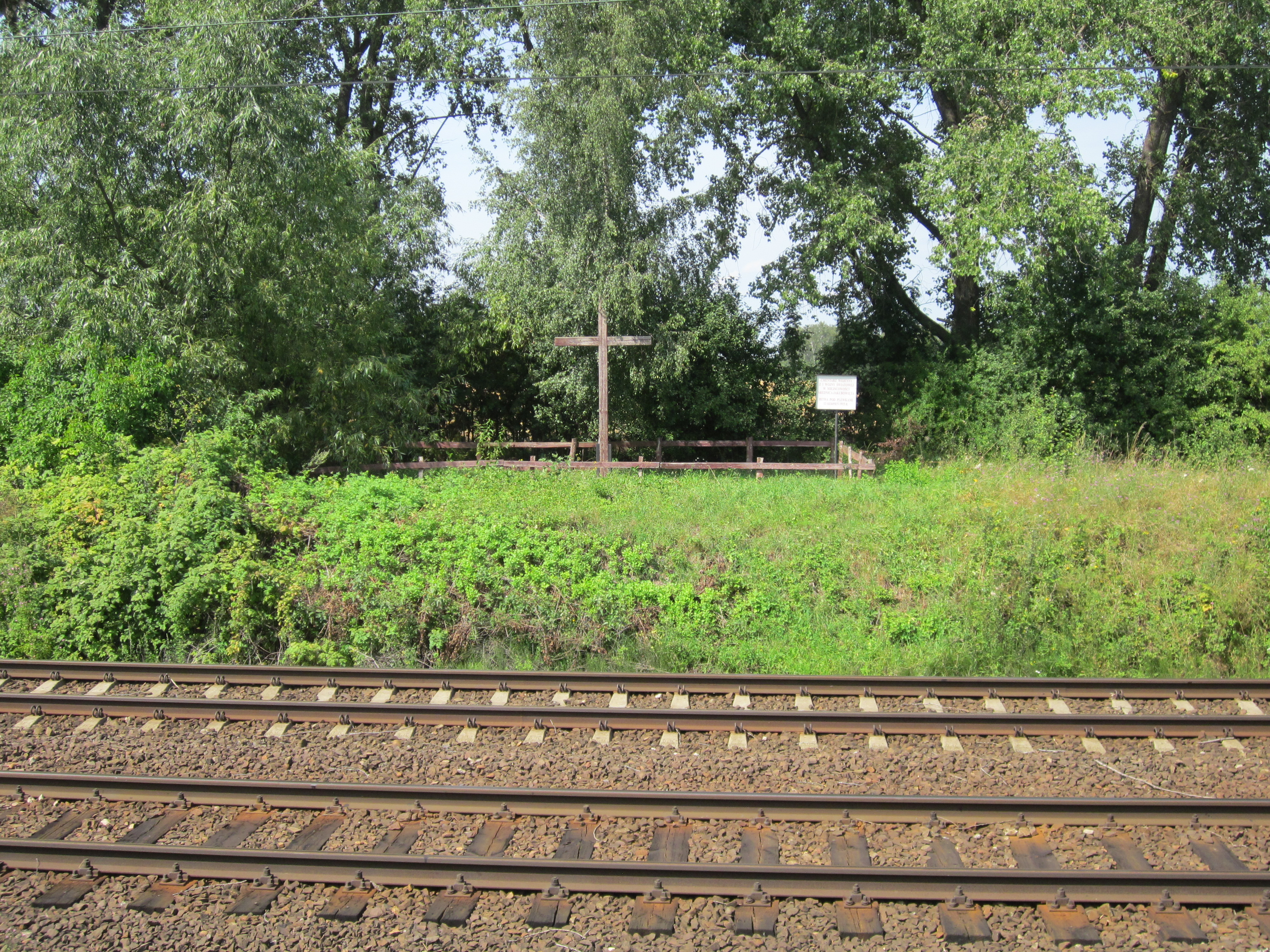
Cmentarz woj. z I w. światowej
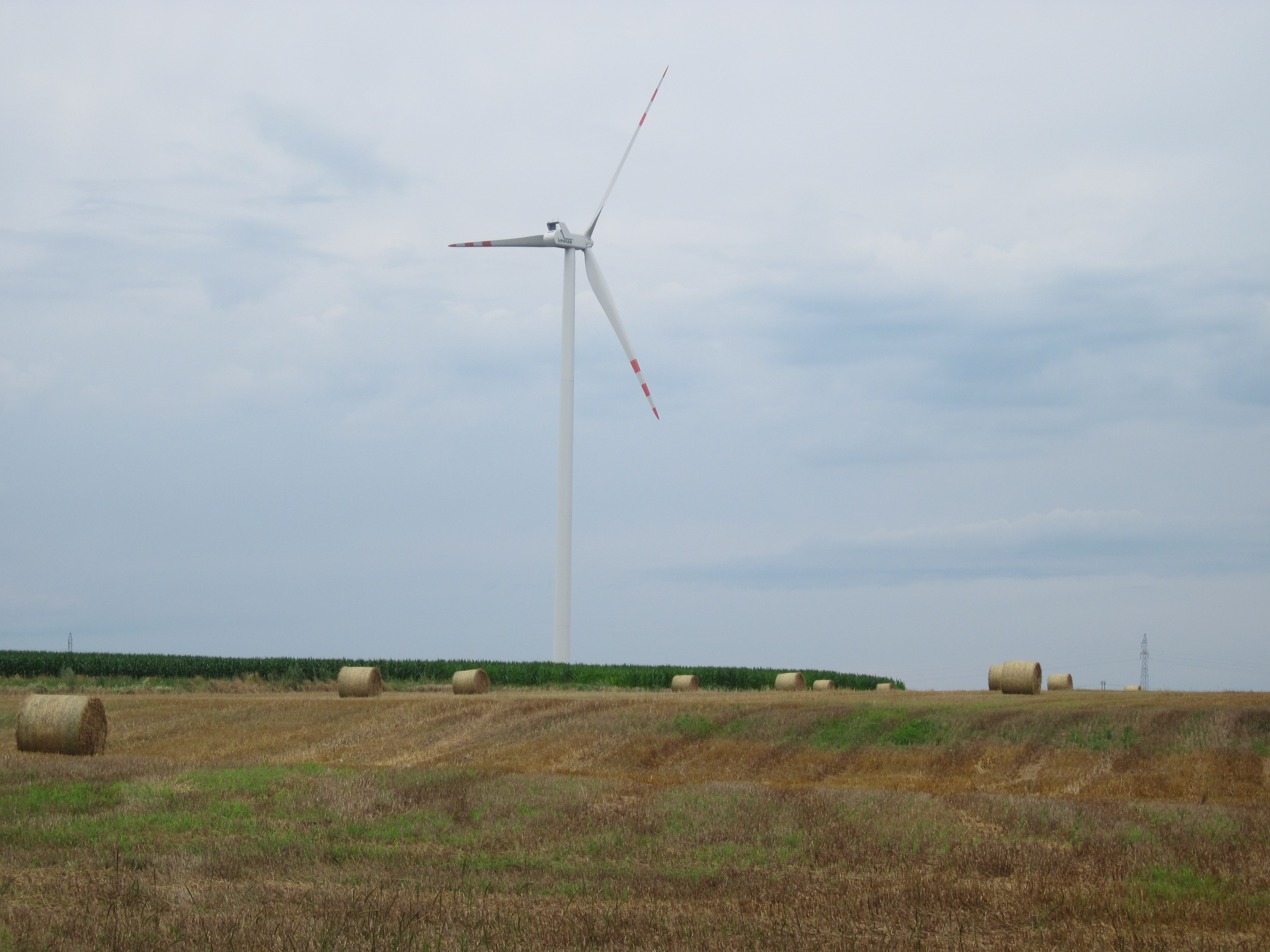
Turbina wiatrowa
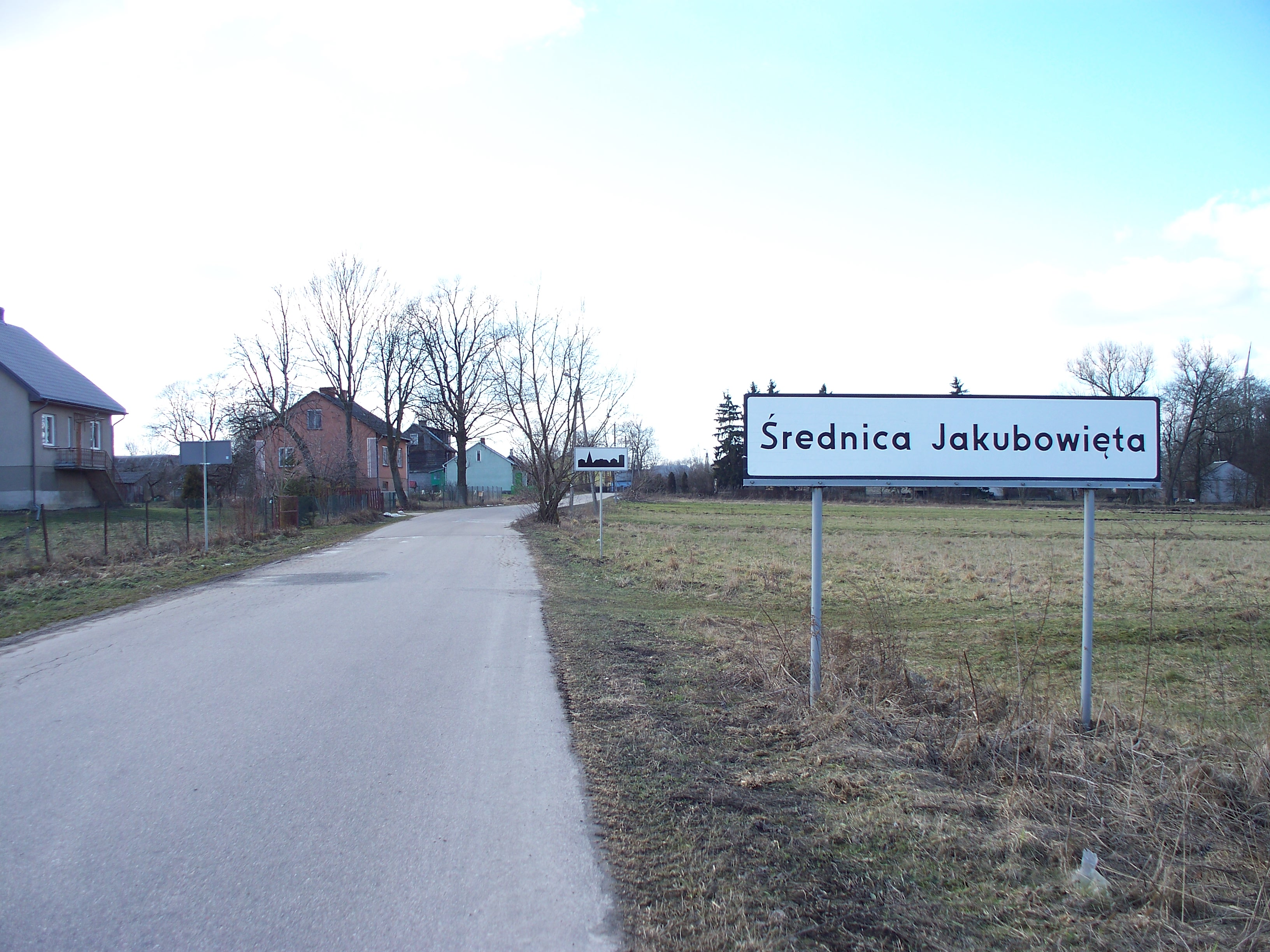
Granica miejscowości